# آرثر فرنسيس (لاعب كريكت)
آرثر فرنسيس (بالإنجليزية: Arthur Francis)‏ (29 نوفمبر 1953 في المملكة المتحدة - ) هو لاعب كريكت بريطاني. لعب مع نادي مقاطعة غلاموركن للكريكت ‏.

## وصلات خارجية
- آرثر فرنسيس على موقع إي آس بي آن كريك إنفو (الإنجليزية)